# Opilio coxipunctus
Opilio coxipunctus is een hooiwagen uit de familie echte hooiwagens (Phalangiidae).